# 豆腐屋の四季
豆腐屋の四季（とうふやのしき）は、松下竜一が朝日新聞の朝日歌壇に投稿した短歌を軸に綴ったエッセイ集（歌文集）。および、それを原作として制作・放送されたテレビドラマ。

## 概要
思いがけない母の死により進学を断念、海辺の地方都市（中津市）で弟妹のため家業の後継者として日々の厳しい労働に従事しながら、文学への熱い思いを胸の奥に秘めた1960年代の青春の記録。未来の妻とすべき少女へのひたむきな愛を描く（原作者・松下の後期の作品に顕著となる、権威に対する反骨はこの純粋さあってこそ、多くの支持を得る）。
松下が朝日新聞の短歌欄に投稿したもので、1968年に自家出版した歌文集である。地方の青年のやるせない気持ちを綴った歌文集は評判を呼び、翌年1969年4月に講談社より公刊された。

## 書誌
- 『豆腐屋の四季』私家版、1968年。
- 『豆腐屋の四季 - ある青春の記録』講談社、1969年4月。
- 『豆腐屋の四季 - ある青春の記録』講談社〈講談社文庫〉、1983年6月。 ISBN 4-06-183058-9
- 『豆腐屋の四季』河出書房新社〈松下竜一その仕事 1〉、1998年10月。 ISBN 4-309-62051-5
- 『豆腐屋の四季 - ある青春の記録』講談社〈講談社文芸文庫〉、2009年10月。 ISBN 4-06-290065-3

## テレビドラマ
朝日放送の制作で、1969年7月17日から1970年1月8日までTBS系列で木曜日の21時30分から22時15分に放送された。全26話。豆腐屋という仕事に誇りと情熱を持ち、こよなく豆腐を愛する男の姿を描く。前作「月火水木金金金」と同じくモノクロ放送である。

### スタッフ
- プロデューサー：山内久司、河野雅人（最終回当時）[1]
- 原作：松下竜一『豆腐屋の四季 : ある青春の記録』ISBN 4061830589（講談社文庫）、ISBN 4309620515、ISBN 978-4062900652（講談社文芸文庫）
- 脚本：楠田芳子
- 音楽：木下忠司
- 演出：西村大介
- 制作：朝日放送

### キャスト
- 緒形拳
- 川口晶
- 淡島千景
- 藤原釜足
- 中原早苗
- 林隆三
- 市川寿美礼
- 紀比呂子
- はなとまめ
- 杉山光宏

### 主題歌
- 「生きて愛して〜豆腐屋の四季」
  - 歌：チャーリーとスヌーピー
  - 作詞：喜多内十三造、作曲：木下忠司

歌っている「チャーリーとスヌーピー」は荒田貴裕と難波功からなる男性2人組のフォークデュオで、荒田は現在関西を代表するギタリストの1人である新涼平の叔父にあたる。

### 備考
この番組で兄弟役で共演した緒形拳と林隆三は、この番組が終了してから約5年後の1975年1月から放送された『必殺必中仕事屋稼業』に主役級でレギュラー出演、再び共演する事となった。製作は同じ朝日放送であり、プロデューサーも山内久司が務めている（当初は関東地方はTBSで放送されたが、同年4月に腸捻転解消が起こり、以後はNET（テレビ朝日）に変更になっている）。
なお、単発ゲストでは『必殺仕掛人』第28話「地獄に送れ狂った血」（朝日放送製作であり、プロデューサーは山内）において、林がゲスト仕掛人として、レギュラーの緒方（藤枝梅安役）と共演している。